# Sally Kellerman
Sally Clare Kellerman (Long Beach, California, Estados Unidos, 2 de junio de 1937-24 de febrero de 2022) fue una actriz estadounidense.

## Trayectoria
Fue a la escuela Hollywood High School y realizó sus estudios superiores en Los Angeles City College. Más tarde estudió actuación en The Actors Studio en Nueva York. A la edad de 19 años consiguió un contrato como cantante con el sello Verve Records.
Debutó en la película dramática Reform School Girl (1957), dirigida por Edward Bernds. En la comedia M*A*S*H (1970), de Robert Altman, interpretó el papel de Major Margaret O'Houlihan. Gracias a este papel fue nominada al Óscar en la categoría de mejor actriz de reparto y al Globo de Oro en la misma categoría. Finalmente conseguiría el Laurel de Oro y el Kansas City Film Critics Circle Award.
Consiguió un papel protagonista en Brewster McCloud (1970), también dirigida por Altman. En el drama Foxes (1980) interpretó a Mary, la madre de Jeanie, personaje interpretado por Jodie Foster. En la comedia It Rained All Night the Day I Left (1980) de Nicolas Gessner trabajó junto con Tony Curtis, película por la que consiguió en 1980 una nominación al Genie Award. Por su papel en la comedia Prêt-à-Porter (1994) obtuvo junto con el resto del reparto el National Board of Review Award.
Estuvo casada entre 1970 y 1975 con el guionista Rick Edelstein, con quien adoptó una hija. En 1980 se casó con el productor de cine Jonathan D. Krane con quien tuvo dos hijos gemelos.

## Filmografía selecta
- 1957: Reform School Girl
- 1962: Hands of a Stranger
- 1965: The Third Day
- 1966: Bonanza S7E33
- 1968: The Boston Strangler
- 1968: Star Trek: como la Doctora Elisabeth Denner
- 1969: April Fools
- 1970: M*A*S*H
- 1970: Brewster McCloud
- 1973: Slither
- 1973: Lost Horizon
- 1976: The Big Bus
- 1976: Bienvenido a Los Ángeles
- 1979: I love you, je t'aime
- 1980: Foxes
- 1980: Deux affreux sur le sable
- 1980: Head On
- 1985: Sexpionaje
- 1985: Moving Violations
- 1985: Sesame Street Presents... Follow That Bird
- 1986: Back to School
- 1986: That's Life!
- 1988: You Can't Hurry Love
- 1989: All's Fair
- 1989: Limit Up
- 1991: Drop Dead Gorgeous
- 1992: Boris y Natasha
- 1993: Mask of Murder 2
- 1994: Prêt-à-Porter
- 1997: The Maze
- 2000: Women of the Night
- 2004: Open House
- 2007: The Prince and the Pauper
- 2008: Delgo

## Premios y distinciones
Premios Óscar
| Año  | Categoría               | Película | Resultado |
| ---- | ----------------------- | -------- | --------- |
| 1970 | Mejor Actriz de Reparto | M*A*S*H  | Nominada  |